# Clause libératoire
Une clause libératoire désigne, au sein d'un contrat, la clause permettant de rompre le contrat liant un club sportif et un joueur.
Elle impose à un club souhaitant acquérir un joueur encore sous contrat, de payer une somme, souvent conséquente, au club d'origine pour s'offrir les services du joueur avant terme. L'enjeu de cette clause est double : d'une part elle dissuade par son montant élevé les clubs concurrents et d'autre part elle lève toute velléité aux joueurs de ne pas aller au bout de leur engagement contractuel.
En France, la pratique de la clause libératoire dans le sport a été admise par la Cour de Cassation en 1988 : le juge considère qu'il est possible pour les joueurs et les équipes de signer une clause permettant au joueur de se défaire d'un CDD (en théorie interdit par le Code du travail) en échange du versement d'une somme d'argent.

## Football
En 2017, le Paris Saint-Germain a levé la clause libératoire du footballeur brésilien Neymar pour 222 millions d'euros auprès du FC Barcelone, faisant de Neymar le joueur de football le plus cher de l'histoire, avec le record de la clause libératoire la plus élevée effectivement payée.
En 2021, les trois plus grosses clauses libératoires sont celles de Karim Benzema et Pedri (1 milliard d'euros), devant David Alaba (850 millions d'euros).

## Rugby à XV
En France, jusqu'alors exceptionnels dans le monde du rugby à XV, les transferts permis grâce à des clauses libératoires se multiplient depuis la seconde moitié des années 2010.
On parle également de clause libératoire lorsqu'elle permet au joueur de rompre son contrat pour évoluer dans une division supérieure, notamment des divisions fédérales vers les divisions professionnelles ; elle peut être activée à n'importe quel moment de la saison,.